# Economia informal

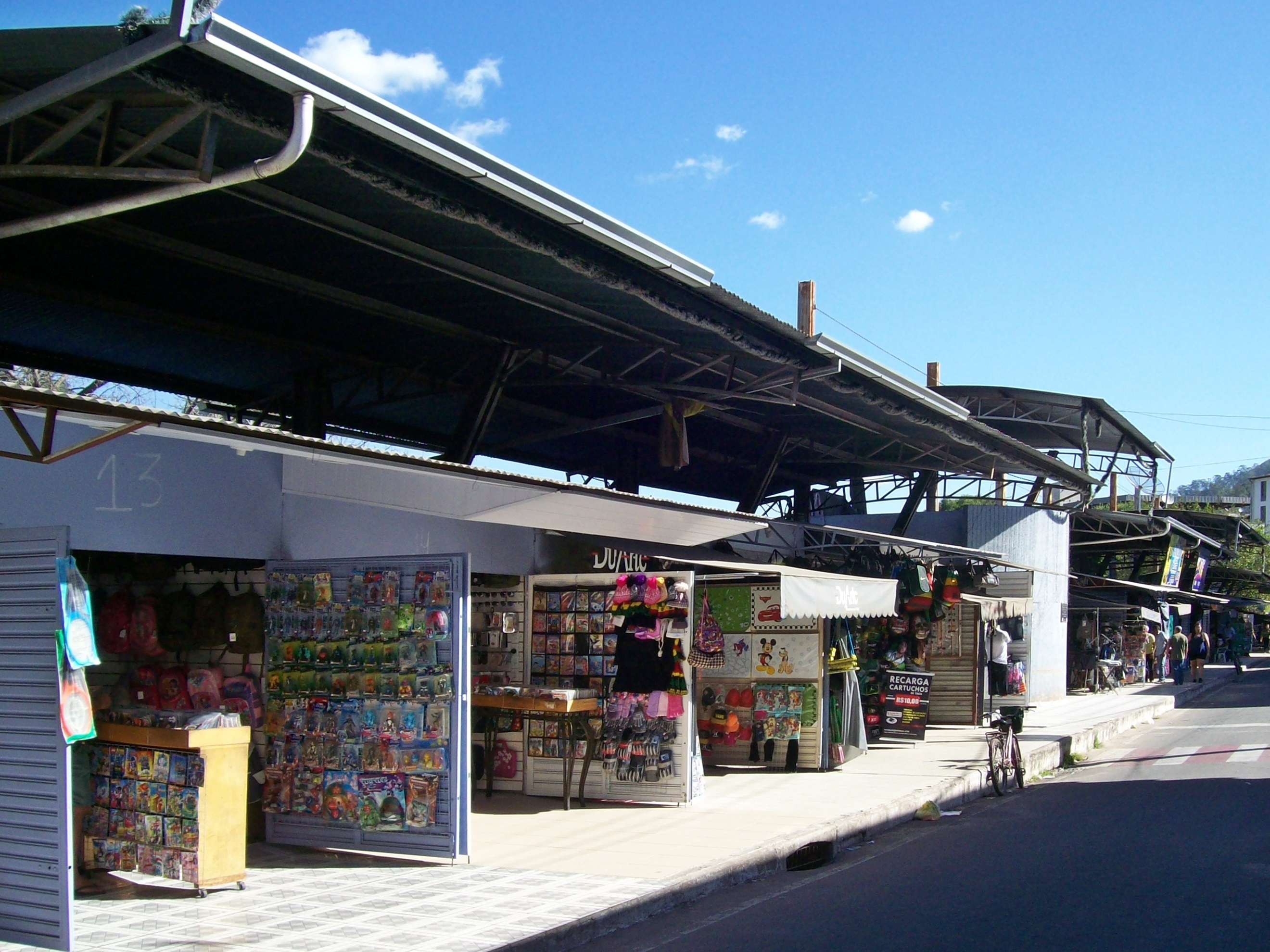
Vista do Centro de Economia Informal Raimundo de Souza Neto, Timóteo, MG

Economia informal envolve as atividades que estão à margem da formalidade, sem firma registrada, sem emitir notas fiscais, sem empregados registrados e sem contribuir com impostos ao governo. Globalmente, existem vários tipos de economia informal, que vão desde vendedores ambulantes, advogados, manicures e professores, até mesmo a grandes mercados informais como a pirataria de obras audiovideofónicas, tráfico de drogas, mercado da prostituição e da venda de armamentos ilegais.
Desta forma, pode definir-se economia informal como tudo que é produzido pelo setor primário, secundário ou terciário sem conhecimento do governo (o governo não consegue arrecadar impostos e não são recolhidos os encargos sociais dos trabalhadores da informalidade).[carece de fontes?]

## Causas

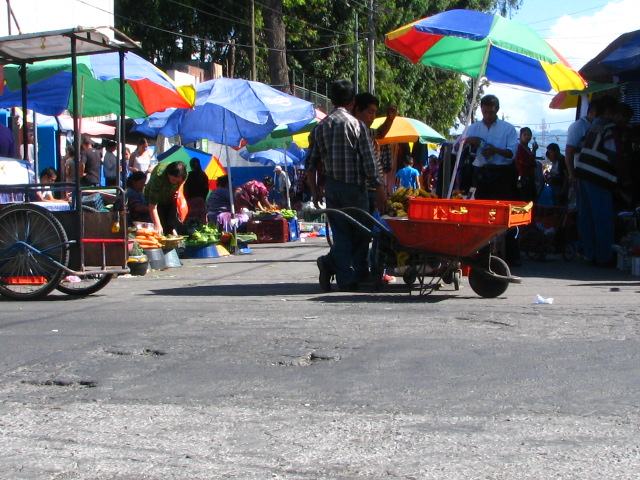
Mercado informal, na Guatemala

As principais causas da informalidade são: o excesso de burocracia estatal; o elevado número de impostos cobrados pelos governos, em seus três níveis; a legislação trabalhista, que trata as micros e pequenas empresas de forma igual às médias e grandes; as restrições ao capital estrangeiro, que geram um maior índice de desempregados; e os monopólios estatais e as reservas de mercado, que causam desequilíbrios na livre concorrência e na lei da oferta e da procura, restringindo o mercado formal.[carece de fontes?]